# عدنان بيشوه
عدنان بيشوه (مواليد 17 أبريل 1991، لاعب كرة قدم إماراتي يجيد اللعب في الدفاع.

## مسيرته الإحترافية
مثل نادي الشعب في الفئات السنية و وصل للفريق الأول عام 2010 و انتقل إلى نادي بني ياس عام 2013 و لعب معهم موسمين و عاد إلى نادي الشعب عام 2016 و وقع مع نادي خورفكان في عام 2017 و وقع مع نادي التعاون في عام 2019 و وقع مع نادي دبا الحصن في صيف 2020 و بعدها لعب مع نادي مصفوت ونادي الحمرية.

## روابط خارجية
- عدنان بيشوه على موقع Soccerway.com (الإنجليزية)
- عدنان بيشوه على موقع كووورة